# 국무-육군-해군조정위원회
국무-육군-해군 조정위원회(State-War-Navy Coordinating Committee, SWNCC, "스윙크")는 제2차 세계 대전 종전 후 추축국의 점령과 관련된 정치-군사 문제를 다루기 위해 1944년 12월에 설립된 미국 연방 정부 위원회였다.
SWNCC는 미국 국가안전보장회의의 중요한 전신이었으며, 아마도 미국 외교 정책 역사상 가장 성공적인 군사 및 민간 자산 통합을 보여준다. 그 결과, 미국 정부가 기관 간 국가 안보 시스템을 개편하려 함에 따라 이라크 전쟁 이후 재조명되었다.

## SWNCC의 기원
제2차 세계 대전 동안 기관 간의 조정은 대체로 비공식적이었고 루스벨트 대통령이 중재했지만, 더 깊은 통합의 필요성을 인식한 미국의 국무장관, 미국 육군장관, 미국 해군장관은 공유된 문제를 해결하기 위해 주간 회의를 열기 시작했다. 그러나 이른바 "삼인 위원회"는 특정 임무나 권한이 없었고, 전쟁이 끝나고 점령 계획의 세부 사항이 각 부서의 주요 현안이 되면서 이러한 약점이 드러났다.
에드워드 스테티니어스는 국무장관이 되자마자 육군장관 헨리 스팀슨과 해군장관 제임스 포레스탈에게 공동으로 관리하는 사무국을 만들어 점령을 계획하고 미국 외교 정책을 완전히 통합할 것을 제안하는 서한을 보냈다. 사무국은 루스벨트가 선호했던 미국 육군 차관보 존 J. 매클로이가 이끌었다.

## 활동
유럽과 일본 점령에 대한 SWNCC의 계획은 과거 적국을 점령하고 통치하는 임무를 맡은 미군이 직면할 수 있는 문제들을 예측하고 해결하는 것을 목표로 했다. SWNCC는 미국 정부와 학계의 최고 전문가들을 모아 계획의 모든 측면을 연구했다.
예를 들어, 팀이 직면한 주요 결정 중 하나인 일본 천황의 지위는 학자 출신 관료인 휴 보턴이 연구했다. 전쟁 후 보턴이 학계로 돌아왔을 때, 그는 쇼와 천황의 유지를 권고한 1943년 메모가 계획 과정과 연합군 최고사령관 더글러스 맥아더에 의한 후속 실행을 거치면서 크게 변하지 않았다고 언급했다.
SWNCC는 점령 전략에 대한 기존 연구를 검토하고 취합하며 활동을 시작했고, 많은 경우 해당 전문가들을 위원회에 참여시켰다. 미국 정부 내에서 일본 점령 계획은 사실 진주만 공격보다 앞서 있었기 때문에 새로 설립된 조직을 위한 상당한 자원이 있었다.
SWNCC는 본질적으로 학계 및 정부 연구를 활용하여 군사 및 민간 관료의 견해가 포함된 상세한 정책 세트를 만들었고, 이는 군사 정부가 통제권을 잡은 후 실행되었다.

## 제도적 관행
SWNCC는 정기 회의를 개최하는 사무국과 특정 문제를 다루고 그 결과를 위원회에 제출하는 여러 실무단으로 구성되었다. 실무단과 전체 위원회는 모두 엄격한 합의 원칙에 따라 운영되었다. 참가자들 간에 해결되지 않은 문제는 더 높은 수준의 지도부로 상정되었다. 그러나 SWNCC에서 고려된 750가지 문제 중 대부분은 차관보 수준 이하에서 해결되었고, 단 6건만이 최종 결정을 위해 백악관으로 전달되었다는 점에 유의하는 것이 중요하다.